# محلة بشر
قرية محلة بشر هي إحدى القرى التابعة لمركز شبراخيت في محافظة البحيرة في جمهورية مصر العربية. حسب إحصاءات سنة 2006، بلغ إجمالي السكان في محلة بشر 9864 نسمة، منهم 5123 رجل و4741 امرأة، ومن أعلامها الشيخ سليم البشري شيخ الأزهر الأسبق.

## التاريخ
قرية محلة بشر من القرى القديمة، حيث وردت باسم «محلة بشر» في أعمال البحيرة ضمن قرى الروك الصلاحي التي أحصاها ابن مماتي في كتاب قوانين الدواوين، كما وردت باسم «محلة بشر» في أعمال البحيرة ضمن قرى الروك الناصري التي أحصاها ابن الجيعان في كتاب «التحفة السنية بأسماء البلاد المصرية». وفي العصر العثماني وردت باسم «محلة بشر» في التربيع العثماني الذي أجراه الوالي العثماني سليمان باشا الخادم في عصر السلطان العثماني سليمان القانوني ضمن قرى ولاية البحيرة، وفي تاريخ 1228هـ/1813م الذي عدّ قرى مصر بعد المسح الذي قام به محمد علي باشا باسم «محلة بشر» ضمن قرى مديرية البحيرة.